# Nyctimene sanctacrucis
Nyctimene sanctacrucis is een uitgestorven vleermuis uit het geslacht Nyctimene die voorkwam in de Santa Cruz-eilanden in het oosten van de Salomonseilanden. Van deze soort is slechts één exemplaar bekend, dat in juli 1892 is gevangen, waarschijnlijk op Nendö. Omdat de soort sindsdien niet meer is gevonden, wordt hij beschouwd als uitgestorven. Het dier leek op de grote buisneusvleerhond (N. major), maar was groter. De voorarmlengte van het enige bekende exemplaar bedraagt 75,0 mm, de tibialengte 25,0 mm en de oorlengte 11,5 mm.
Nyctimene aello · Nyctimene albiventer · Groothoofdbuisneusvleerhond (Nyctimene cephalotes) · Nyctimene certans · Nyctimene cyclotis · Nyctimene draconilla · Nyctimene keasti · Grote buisneusvleerhond (Nyctimene major) · Nyctimene malaitensis · Nyctimene masalai · Nyctimene minutus · Filipijnse buisneusvleerhond (Nyctimene rabori) · Robinsonbuisneusvleerhond (Nyctimene robinsoni) · Nyctimene sanctacrucis · Nyctimene vizcaccia